# Chasma
Pour l’article ayant un titre homophone, voir Chashma.
Cet article possède des paronymes, voir Chiasma (homonymie).

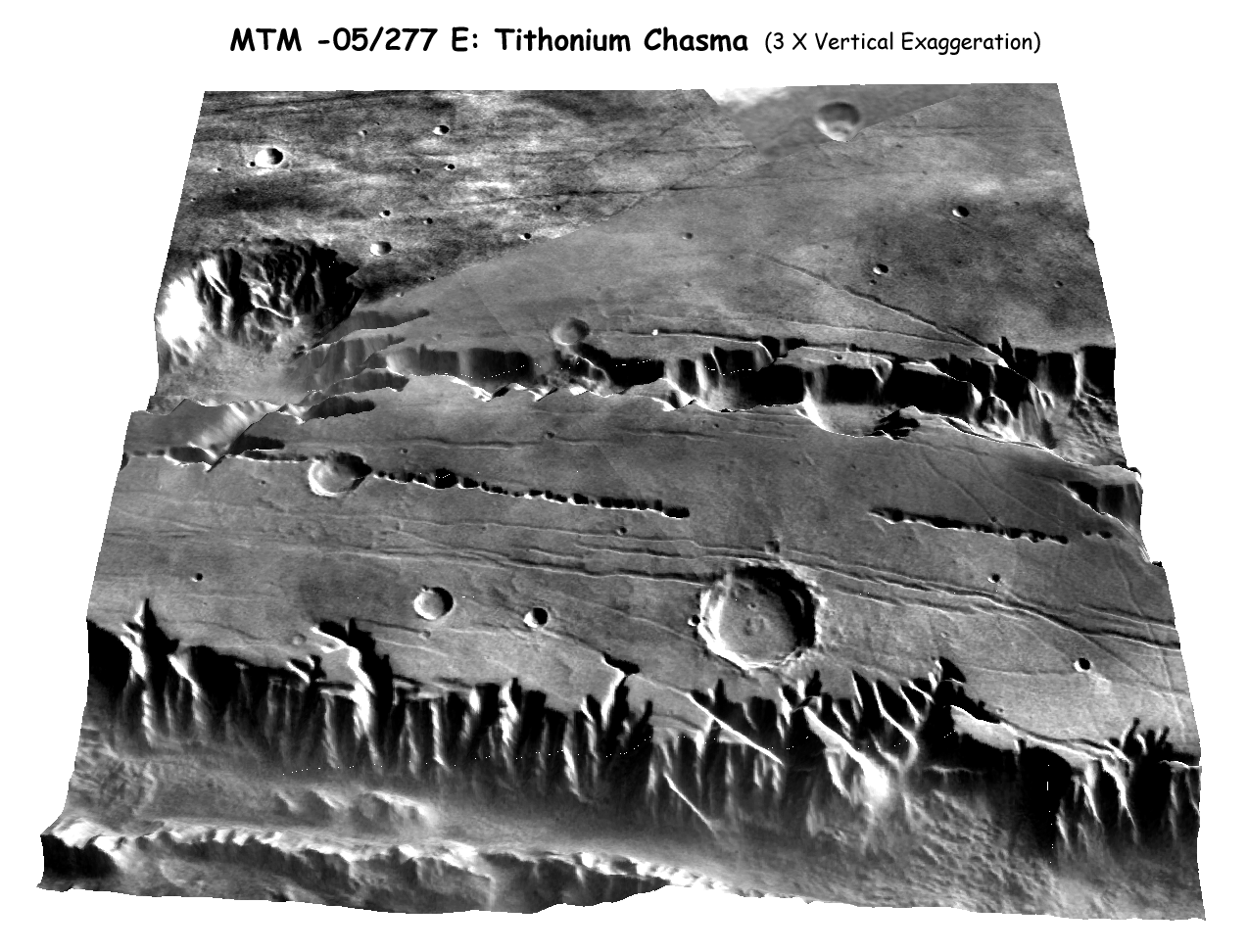
Modèle numérique de terrain de Tithonium Chasma, sur Mars.

Chasma (pluriel : chasmata) désigne en exogéologie une vallée à fortes pentes ou un large canyon. Par exemple Coprates Chasma, dans la partie orientale de Valles Marineris sur Mars, ou Ithaca Chasma sur Téthys.
Le terme est utilisé pour décrire des formations géologiques similaires de ce type sur plusieurs corps célestes (Vénus, Mars, Rhéa, Mimas, Dioné, Téthys, Obéron, Ariel et Titania).

## Conventions de nomenclature
- Vénus : divinités en rapport avec la Lune, la chasse ou les forêts dans différentes cultures.
- Mars : les noms « classiques » ont été conservés.
- Dioné : personnages et lieux cités dans l'Illiade.
- Téthys : personnages et lieux cités dans l'Odyssée.
- Rhéa : personnages de mythologies orientales.
- Mimas : chevaliers de la Table Ronde.
- Ariel : divinités du vent.
- Titania : localités citées par Shakespeare.
- Obéron : personnages « tragiques » des œuvres de Shakespeare.